# Петровка (Двуречанский район)
Петровка (укр. Петрівка) — село,
Николаевский сельский совет,
Двуречанский район,
Харьковская область, Украина.
Код КОАТУУ — 6321883005. Население по переписи 2001 года составляет 40 (14/26 м/ж) человек.

## Географическое положение
Село Петровка находится на левом берегу реки Оскол, выше по течению примыкает село Орловка (нежилое), ниже по течению в 3,5 км — посёлок Гряниковка (нежилое), на противоположном берегу село Красное Первое, село окружено большим лесным массивом (сосна), рядом с селом расположено озеро Лебяжье.

## История
- 1790 — дата основания.